# Лейоміома
Лейоміо́ма (leio- + myo- + -oma = «гладко-м'язова пухлина») — доброякісна пухлина з гладкої м'язової тканини.
Часто діагностується в стравоході, тонкому кишечнику та матці, але може визначатись і в інших органах (жовчний міхур, шкіра, молочна залоза).

## Патологічна анатомія
Лейоміома складається з хаотично розташованих гладких м'язових волокон; строма лейоміоми утворена сполучною тканиною.

## Лейоміома матки

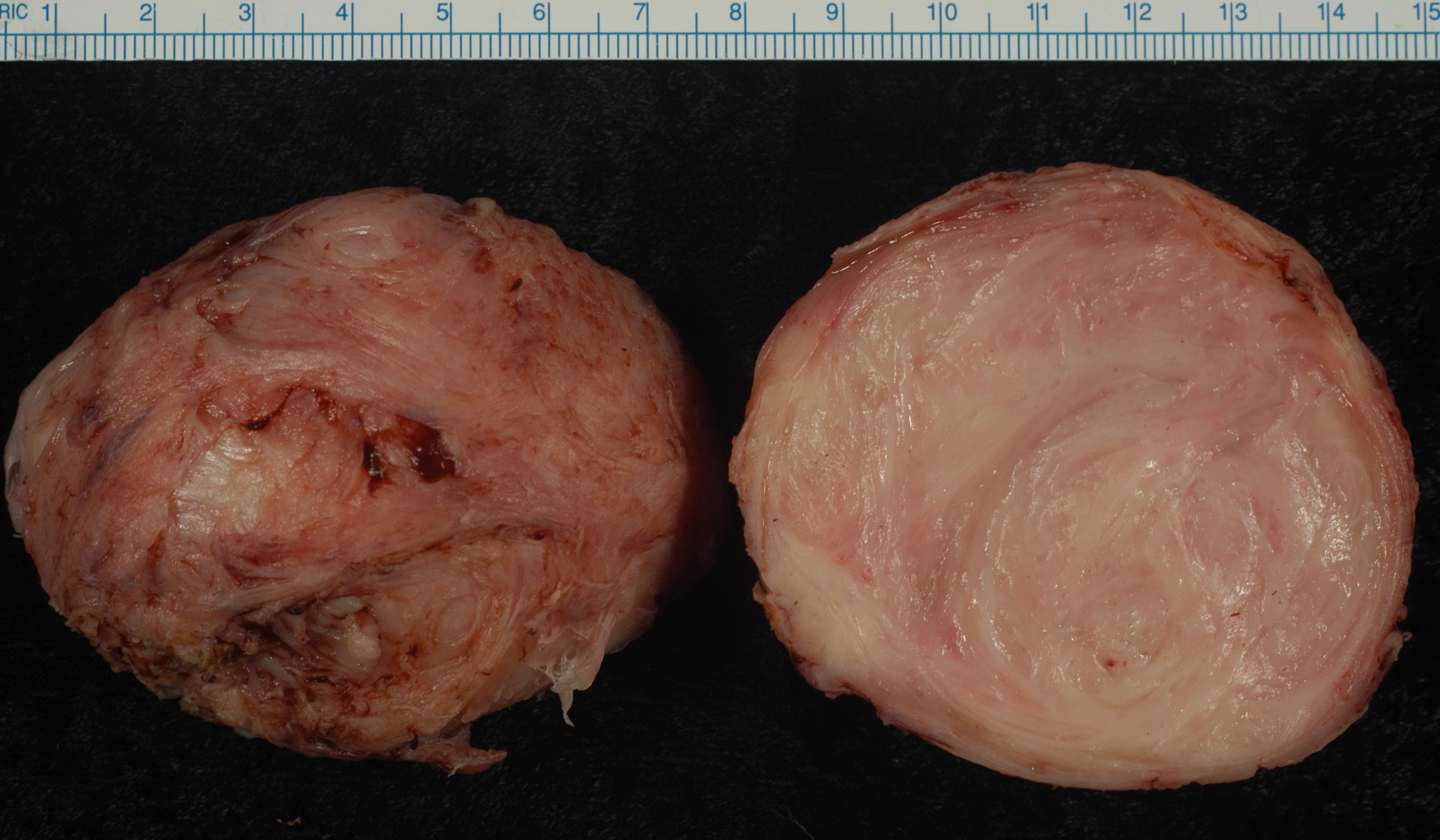
Видалена лейоміома матки

Лейоміома матки (міома матки) — доброякісне новоутворення з гладенької мускулатури матки. Це новоутворення призводить до значної крововтрати під час менструації, що спричиняє анемію. Також лейоміома матки може бути причиною неплідності.
Ліполейоміома матки — доброякісна пухлина, що складається з адипоцитів та гладенької мускулатури. Дана пухлина поєднується з патологією яєчників.

## Тонкокишкова лейоміома
Тонкокишкова лейоміома діагностується переважно в тощій кишці (50%) та до 30% в клубовій кишці, решта випадків припадає на інші тонкокишкові локалізації. Тонкокишкова лейоміома діагностується як солідна маса менше 5 см в найбільшому діаметрі.

## Лікування
За наявності показань виконується оперативне лікування. Гістеректомія — видалення матки з лейоміомою при значному ураженні неопластичним процесом матки. Міолізис — елімінація лейоміоми in situ за допомогою лазера, кріодеструкції.